# Grand Prix Formule 1 van Spanje 1987
De Grand Prix Formule 1 van Spanje 1987 werd gehouden op 27 september 1987 in Jerez.

## Uitslag
| Positie | Nummer | Rijder             | Team                   | Ronden | Tijd/Opgave     | Startplaats | Punten |
| ------- | ------ | ------------------ | ---------------------- | ------ | --------------- | ----------- | ------ |
| 1       | 5      | Nigel Mansell      | Williams-Honda         | 72     | 1:49:12.692     | 2           | 9      |
| 2       | 1      | Alain Prost        | McLaren-TAG            | 72     | + 22.225        | 7           | 6      |
| 3       | 2      | Stefan Johansson   | McLaren-TAG            | 72     | + 30.818        | 11          | 4      |
| 4       | 6      | Nelson Piquet      | Williams-Honda         | 72     | + 31.450        | 1           | 3      |
| 5       | 12     | Ayrton Senna       | Lotus-Honda            | 72     | + 1:13.507      | 5           | 2      |
| 6 (1)   | 30     | Philippe Alliot    | Larrousse-Ford         | 71     | + 1 Ronde       | 17          | 1      |
| 7 (2)   | 4      | Philippe Streiff   | Tyrrell-Ford           | 71     | + 1 Ronde       | 15          |        |
| 8       | 18     | Eddie Cheever      | Arrows-Megatron        | 70     | Geen benzine    | 13          |        |
| 9       | 11     | Satoru Nakajima    | Lotus-Honda            | 70     | + 2 Rondes      | 18          |        |
| 10      | 17     | Derek Warwick      | Arrows-Megatron        | 70     | + 2 Rondes      | 12          |        |
| 11      | 9      | Martin Brundle     | Zakspeed               | 70     | + 2 Rondes      | 20          |        |
| 12 (3)  | 16     | Ivan Capelli       | March-Ford             | 70     | + 2 Rondes      | 19          |        |
| 13      | 7      | Riccardo Patrese   | Brabham-BMW            | 68     | + 4 Rondes      | 9           |        |
| 14      | 23     | Adrián Campos      | Minardi-Motori Moderni | 68     | + 4 Rondes      | 24          |        |
| 15      | 27     | Michele Alboreto   | Ferrari                | 67     | Motor           | 4           |        |
| 16      | 20     | Thierry Boutsen    | Benetton-Ford          | 66     | Ongeluk         | 8           |        |
| NF      | 28     | Gerhard Berger     | Ferrari                | 62     | Motor           | 3           |        |
| NF      | 3      | Jonathan Palmer    | Tyrrell-Ford           | 55     | Botsing         | 16          |        |
| NF      | 25     | René Arnoux        | Ligier-Megatron        | 55     | Botsing         | 14          |        |
| NF      | 10     | Christian Danner   | Zakspeed               | 50     | Transmissie     | 22          |        |
| NF      | 24     | Alessandro Nannini | Minardi-Motori Moderni | 45     | Turbo           | 21          |        |
| NF      | 19     | Teo Fabi           | Benetton-Ford          | 40     | Remmen          | 6           |        |
| NF      | 8      | Andrea de Cesaris  | Brabham-BMW            | 26     | Versnellingsbak | 10          |        |
| NF      | 26     | Piercarlo Ghinzani | Ligier-Megatron        | 24     | Ontsteking      | 23          |        |
| NF      | 14     | Pascal Fabre       | AGS-Ford               | 10     | Koppeling       | 25          |        |
| NF      | 32     | Nicola Larini      | Coloni-Ford            | 8      | Ophanging       | 26          |        |
| NQ      | 21     | Alex Caffi         | Osella-Alfa Romeo      |        |                 |             |        |

- De nummers tussen haakjes zijn de plaatsen voor de Jim Clark-trofee.

## Statistieken
| Pole-position | Nelson Piquet  | Williams-Honda | 1:22.461 |
| Snelste ronde | Gerhard Berger | Ferrari        | 1:26.986 |

## Noot
- Dit was de 55ste podiumplaats voor Alain Prost en hiermee vestigde hij een nieuw record. Hij verbrak het oude record van Niki Lauda (54), gevestigd tijdens de Grote Prijs van Nederland van 1984.
- Tiende podiumplaats voor Stefan Johansson.

1913 · 1923 · 1926 · 1927 · 1933 · 1934 · 1935 · 1951 · 1954 · 1967 · 1968 · 1969 · 1970 · 1971 · 1972 · 1973 · 1974 · 1975 · 1976 · 1977 · 1978 · 1979 · 1980 · 1981 · 1986 · 1987 · 1988 · 1989 · 1990 · 1991 · 1992 · 1993 · 1994 · 1995 · 1996 · 1997 · 1998 · 1999 · 2000 · 2001 · 2002 · 2003 · 2004 · 2005 · 2006 · 2007 · 2008 · 2009 · 2010 · 2011 · 2012 · 2013 · 2014 · 2015 · 2016 · 2017 · 2018 · 2019 · 2020 · 2021 · 2022 · 2023 · 2024 · 2025 · 2026